# Anomala trochanterica
Anomala trochanterica är en skalbaggsart som beskrevs av Gilbert John Arrow 1917. Anomala trochanterica ingår i släktet Anomala och familjen Rutelidae. Inga underarter finns listade i Catalogue of Life.